# Čelechovice na Hané
Čelechovice na Hané è un comune della Repubblica Ceca facente parte del distretto di Prostějov, nella regione di Olomouc.